# Het Goede Doel
A Het Goede Doel (angol nevük: The Good Cause) egy holland popzenekar, mely 1979-ben alakult Utrechtben és az 1990-es évek elejéig volt aktív. 2001-ben újra összeálltak. Legismertebb számaik a België, a Vriendschap és a Gijzelaar.

## Tagok

### Jelenlegi felállás
- Henk Westbroek - ének
- Henk Temming - ének, billentyűsök
- Geert Keysers - billentyűsök
- Hans van den Hurk - dob
- Joost Vergoossen - gitár
- Peter Hermesdorf - szaxofon
- Richard Ritterbeeks - basszus

### Korábbi tagok
- Sander van Herk - gitár
- Stephan Wienjus - basszus
- Ab Tamboer - dob
- Marjolein Spijkers - ének
- Valerie Koolemans Beijnen - ének
- Carmen Gomes - ének
- Hans Boosman - dob
- Ronald Jongeneel - billentyűsök
- Dennis Ringeling - basszus
- René Meister - billentyűsök
- Ron Visser - dob
- Toni Peroni - dob
- Gerbrand Westveen - szaxofon, billentyűsök, lyricon

## Albumaik
- België (1982)
- Tempo doeloe (1983)
- Mooi en onverslijtbaar (1986)
- Live!!! (1987)
- Iedereen is anders volgens het Goede Doel (1988)
- Souvenir (1989)
- Het beste van het Goede Doel (1991)
- Geef de mensen wat ze willen (2001)
- Gekkenwerk (2008)
- Liefdewerk (2011)